# Chabab Riadhi Baladiat Dar El Beïda
Ne doit pas être confondu avec Chabab Riadhi Baladiat Dar El Beïda (basket-ball).
Maillots
Dernière mise à jour : 9 mai 2020.
Le Chabab Riadhi Baladiat Dar El Beïda (en arabe : الشباب الرياضي لبلدية الدار البيضاء), plus couramment abrégé en CRB Dar El Beïda ou encore en CRBDB, est la section football du club omnisports algérien du même nom, fondé le 7 octobre 1941 sous le nom de Jeunesse Sportive de Maison-Blanche (JSMB), et basé à Dar El Beïda, commune de la banlieue est de la Wilaya d'Alger.

## Histoire
Le club est fondé durant la période coloniale le 07 octobre 1941, dont la décision est publiée dans l'édition no 290 du 23 octobre 1941 du Journal officiel de la République française à la page 4748 (19). Durant cette période, le Chabab Riadhi Baladiat Dar El Beïda a participé aux différentes compétitions organisées à cette époque par la Ligue d'Alger. Au boût de plusieurs saisons passées en troisième Division (5e palier de la Ligue d'Alger), le CRB Dar el Beida (ex JS Maison-Blanche) a réussi a accédé pour la première fois de son histoire en première division (3e palier de la Ligue d'Alger) durant la saison 1955-1956, qui fut la dernière avant le retrait de tous les clubs musulmans et l'arrêt de toute compétition à la suite des incidents du 11 mars 1956.
Le Chabab Riadhi Baladiat Dar El Beïda a connu plusieurs participations à la Coupe Forconi sans jamais parvenir a passé les premiers tours.
Après l'indépendance, la JSMB fut de nouveau créée à la suite de la déclaration du 22 août 1962, faite à la préfecture de Maison-Blanche sous le no 39. Le CRB Dar el Beida à repris le chemin, tant en championnat qu'en coupe d'Algérie, qui depuis sa première apparition en 1/32 de finale de cette compétition durant la saison 1963-1964 où il s'est fait éliminer face à AS Orléansville sur le score de 4-2, le CRBDB à connu ses meilleurs performances durant les saisons 2005-2006 et 2017-2018 en atteignant les huitièmes de finale de la compétition avant de se faire éliminer respectivement par le MC Alger (2-0) au stade de Rouiba et la JS Kabylie (1-0) au stade de  Dar El Beïda.
En championnat, le club a évolué depuis la saison 2013-2014 en Division Nationale Amateur (3e division), il rate de peu l'accession en ligue 2 professionnelle durant cette saison en terminant deuxième au classement final. Le Chabab rate encore une fois l'occasion de franchir ce palier (Division 3) pour la première fois de son histoire lors de la saison 2019-2020 où à la suite de la promulgation du nouveau système de compétition pour la saison 2020-2021, il a été décidé qu'à l'issue de la saison 2019-2020, le champion ainsi que les sept autres premiers de chaque groupe de Division Nationale Amateur (3e division) accèdent en Ligue 2. Le Chabab a terminé la phase aller de cette saison dans une confortable 3e position au classement mais sans pouvoir l'a conservé durant la phase retour à la suite des résultats mitigés enregistrés qui ont conduit le club à quitter les sept premières places pour la première fois de la saison à la 24e journée (8e) et qui était par l'occasion la dernière journée jouée à la suite de l'arrêt du championnat après la propagation de la pandémie de Covid-19 en Algérie, ce qui a contraint la ligue à prendre le classement de cette 24e journée pour départager le CRB Dar El Beïda qui était en ballotage avec le JS Hai Djebel et l'USM Blida, ses colocataires à la huitième place du classement, l'USM Blida a été finalement désignée par la Ligue nationale du football amateur (LNFA) comme huitième et dernier club de la Division national groupe centre à accéder en Ligue 2. Pour départager les trois clubs, la LNFA a décidé d’appliquer l’article 69 qui avantage l’équipe qui possède le plus grand nombre de points obtenus lors des matchs joués entre les équipes concernées. Le club a terminé la saison 2021-2022 dans une 13e position synonyme de rétrogradation en division inférieure ligue régionale 1 (4e division).

## Identité du club

### Logo et couleurs
Depuis la fondation du CRBDB, ses couleurs sont toujours le Grenat et le Blanc.

Ancien logo
Logo actuel

## Structures du club

### Infrastructures
Le CRBDB joue ses matches à domicile au stade Omar-Benrabah.

## Culture populaire

### Groupe de supporteurs
Le CRBDB est le club phare des quartiers de Dar El Beïda, dans la banlieue d'Alger.

## Parcours
| Saisons   | Championnat                | Classement | Coupe Forconi        | Coupe Forconi           | Coupe Forconi | Coupe Forconi              |
| Saisons   | Championnat                | Classement | Tour et score        | Match                   | Lieu          | Date                       |
| --------- | -------------------------- | ---------- | -------------------- | ----------------------- | ------------- | -------------------------- |
| 1941-1942 | ?                          | ?          | /                    |                         |               |                            |
| 1942-1943 | 3e division                | ?          | ?                    |                         |               |                            |
| 1943-1944 | 3e division                | ?          | ?                    |                         |               |                            |
| 1944-1945 | 3e division                | ?          | ?                    |                         |               |                            |
| 1945-1946 | 3e division F.S.G.T Gr.B   | 2e sur 8   | ?                    |                         |               |                            |
| 1946-1947 | 3e division Gr.B           | ?          | ?                    |                         |               |                            |
| 1947-1948 | 3e division Gr.Est Mitidja | ?          | 1er tour 5 – 3 (a.p) | JS Kabylie              | Ménerville    | Dimanche 31 août 1947      |
| 1948-1949 | 3e division                | ?          | 1er tour 6 – 2       | Croissant Club Algérois | Hussein Dey   | Dimanche 5 septembre 1948  |
| 1949-1950 | 3e division                | ?          | 1er tour 3 – 1       | SO Berrouaghia          | Médéa         | Dimanche 11 septembre 1949 |
| 1950-1951 | 3e division Gr.3           | 4e sur 7   | 1er tour Forfait     | JSM Birkhadem           | Arba          | Dimanche 3 septembre 1950  |
| 1951-1952 | 3e division Gr.IV          | 5e sur 7   | /                    | /                       | /             | Dimanche 9 septembre 1951  |
| 1952-1953 | 3e division                | ?          | ?                    |                         |               |                            |
| 1953-1954 | ?                          | ?          | ?                    |                         |               |                            |
| 1954-1955 | ?                          | ?          | ?                    |                         |               |                            |
| 1955-1956 | 1re division Gr.I          | 6e sur 10  | ?                    |                         |               |                            |

### Classement en championnat par année
- 1962-63 : D?, ?e
- 1963-64 : D?, ?e
- 1964-65 : D?, ?e
- 1965-66 : D?, ?e
- 1966-67 : D?, ?e
- 1967-68 : D?, ?e
- 1968-69 : D?, ?e
- 1969-70 : D?, ?e
- 1970-71 : D?, ?e
- 1971-72 : D?, ?e
- 1972-73 : D?, ?e
- 1973-74 : D?, ?e
- 1974-75 : D?, ?e
- 1975-76 : D?, ?e
- 1976-77 : D?, ?e
- 1977-78 : D?, ?e
- 1978-79 : D?, ?e
- 1979-80 : D?, ?e
- 1980-81 : D?, ?e
- 1981-82 : D?, ?e
- 1982-83 : D?, ?e
- 1983-84 : D?, ?e
- 1984-85 : D?, ?e
- 1985-86 : D?, ?e
- 1986-87 : D?, ?e
- 1987-88 : D?, ?e
- 1988-89 : D?, ?e
- 1989-90 : D?, ?e
- 1990-91 : D?, ?e
- 1991-92 : D?, ?e
- 1992-93 : D?, ?e
- 1993-94 : D?, ?e
- 1994-95 : D?, ?e
- 1995-96 : D?, ?e
- 1996-97 : D?, ?e
- 1997-98 : D?, ?e
- 1998-99 : D3, Régional Gr.Centre, 7e
- 1999-00 : D4, Division d'Honneur, ?e
- 2000-01 : D3, Régional 1 Gr.Centre, 13e
- 2001-02 : D3, Régional 1 Gr.Centre, ?e
- 2002-03 : D3, Régional 1 Gr.Centre, 13e
- 2003-04 : D3, R1 LRF Alger, 4e
- 2004-05 : D4, Inter-régions, ?e
- 2005-06 : D4, Inter-régions, ?e
- 2006-07 : D4, R1 LRF Alger, ?e
- 2007-08 : D4, R1 LRF Alger, ?e
- 2008-09 : D4, R1 LRF Alger, ?e
- 2009-10 : D4, R1 LRF Alger, ?e
- 2010-11 : D4, R1 LRF Alger, 1re
- 2011-12 : D4, Inter-régions, ?e
- 2012-13 : D4, Inter-régions Centre-Est, 1re
- 2013-14 : D3, DNA Centre, 2e
- 2014-15 : D3, DNA Centre, 5e
- 2015-16 : D3, DNA Centre, 12e
- 2016-17 : D3, DNA Centre, 11e
- 2017-18 : D3, DNA Centre, 12e
- 2018-19 : D3, DNA Ouest, 9e
- 2019-20 : D3, DNA Centre, 10e
- 2020-21 : D3, Inter-régions Centre-Ouest Gr C1, 7e
- 2021-22 : D3, Inter-régions Centre-Ouest, 13e
- 2022-23 : D4, R1 LRF Alger, 12e
- 2023-24 : D4, R1 LRF Alger, 10e
- 2024-25 : D4, R1 LRF Alger, 10e

### Parcours du CRBDB en coupe d'Algérie
| Saison  | Tour              | Matchs              | Résultats     |
| ------- | ----------------- | ------------------- | ------------- |
| 1962-63 | ?                 | ?                   | ?             |
| 1963-64 | 1/32 finale       | AS Orléansville     | 4-2           |
| 1964-65 | ?                 | ?                   | ?             |
| 1965-66 | ?                 | ?                   | ?             |
| 1966-67 | ?                 | ?                   | ?             |
| 1967-68 | ?                 | ?                   | ?             |
| 1968-69 | ?                 | ?                   | ?             |
| 1969-70 | ?                 | ?                   | ?             |
| 1970-71 | ?                 | ?                   | ?             |
| 1971-72 | ?                 | ?                   | ?             |
| 1972-73 | ?                 | ?                   | ?             |
| 1973-74 | ?                 | ?                   | ?             |
| 1974-75 | ?                 | ?                   | ?             |
| 1975-76 | ?                 | ?                   | ?             |
| 1976-77 | ?                 | ?                   | ?             |
| 1977-78 | 1/16 finale       | ASC Oran            | 2-0           |
| 1978-79 | ?                 | ?                   | ?             |
| 1979-80 | ?                 | ?                   | ?             |
| 1980-81 | ?                 | ?                   | ?             |
| 1981-82 | ?                 | ?                   | ?             |
| 1982-83 | ?                 | ?                   | ?             |
| 1983-84 | ?                 | ?                   | ?             |
| 1984-85 | ?                 | ?                   | ?             |
| 1985-86 | ?                 | ?                   | ?             |
| 1986-87 | ?                 | ?                   | ?             |
| 1987-88 | ?                 | ?                   | ?             |
| 1988-89 | ?                 | ?                   | ?             |
| 1989-90 | N.J               | N.J                 | N.J           |
| 1990-91 | ?                 | ?                   | ?             |
| 1991-92 | ?                 | ?                   | ?             |
| 1992-93 | N.J               | N.J                 | N.J           |
| 1993-94 | ?                 | ?                   | ?             |
| 1994-95 | ?                 | ?                   | ?             |
| 1995-96 | 1/64 finale       | RC Kouba            | 2-1           |
| 1996-97 | ?                 | ?                   | ?             |
| 1997-98 | ?                 | ?                   | ?             |
| 1998-99 | ?                 | ?                   | ?             |
| 1999-00 | ?                 | ?                   | ?             |
| 2000-01 | ?                 | ?                   | ?             |
| 2001-02 | ?                 | ?                   | ?             |
| 2002-03 | 1/64 finale       | OM Ruisseau         | 2-1           |
| 2003-04 | ?                 | ?                   | ?             |
| 2004-05 | ?                 | ?                   | ?             |
| 2005-06 | 1/8 finale        | MC Alger            | 2-0           |
| 2006-07 | 1/64 finale       | ES Oued Smar        | 2-2 t.a.b 3-2 |
| 2007-08 | ?                 | ?                   | ?             |
| 2008-09 | 4e Tour régional  | EC Oued Smar        | 2-0           |
| 2009-10 | ?                 | ?                   | ?             |
| 2010-11 | 4e Tour régional  | Hydra AC            | 2-1           |
| 2011-12 | 4e Tour régional  | ES Azeffoun         | 4-1           |
| 2012-13 | 1/32 finale       | MO Béjaïa           | 1-0           |
| 2013-14 | 1/64 finale       | US Beni Douala      | 1-0           |
| 2014-15 | 1/32 finale       | JS Kabylie          | 3-1           |
| 2015-16 | 4e Tour régional  | ES Ben Aknoun       | 1-0           |
| 2016-17 | 1/64 finale       | ES Sour El Ghozlane | 0-0 t.a.b 4-2 |
| 2017-18 | 1/8 finale        | JS Kabylie          | 1-0           |
| 2018-19 | 4e Tour régional  | AS Sûreté National  | 1-1 t.a.b     |
| 2019-20 | 4e Tour régional  | Hydra AC            | 2-2 t.a.b 3-1 |
| 2020-21 | N.J               | N.J                 | N.J           |
| 2021-22 | N.J               | N.J                 | N.J           |
| 2022-23 | 1re Tour régional | ES Hamiz            | 0-0 t.a.b     |
| 2023-24 | 1re Tour régional | USDS Chéraga        | 2-0           |
| 2024-25 | Non inscrit       | -                   | -             |